# Іллінська сільська рада (Біляївський район)
Іллі́нська сільська́ ра́да — колишня адміністративно-територіальна одиниця та орган місцевого самоврядування в Біляївському районі Одеської області. Адміністративний центр — село Іллінка.

## Загальні відомості
Іллінська сільська рада утворена в 1967 році.
- Територія ради: 63,874 км²
- Населення ради: 2 145 осіб (станом на 2001 рік)

## Населені пункти
Сільській раді були підпорядковані населені пункти:
- с. Іллінка
- с. Ковалівка
- с-ще Нова Ковалівка
- с. Тихе
- с. Чоботарівка

## Населення
Згідно з переписом 1989 року населення сільської ради становило 3138 осіб, з яких 1468 чоловіків та 1670 жінок.
За переписом населення 2001 року в сільській раді мешкали 2132 особи.

### Мова
Розподіл населення за рідною мовою за даними перепису 2001 року:
| Мова       | Відсоток |
| ---------- | -------- |
| українська | 87,69 %  |
| російська  | 10,91 %  |
| молдовська | 0,61 %   |
| білоруська | 0,09 %   |
| болгарська | 0,09 %   |
| вірменська | 0,09 %   |
| німецька   | 0,09 %   |
| гагаузька  | 0,05 %   |
| угорська   | 0,05 %   |

## Склад ради
Рада складалася з 16 депутатів та голови.
- Голова ради:
- Секретар ради: Мединський Олександр Іванович

### Керівний склад попередніх скликань
| Прізвище, ім'я, по батькові   | Основні відомості                                    | Дата обрання | Дата звільнення |
| ----------------------------- | ---------------------------------------------------- | ------------ | --------------- |
| Дубіненко Олена Олександрівна | Сільський голова, 1960 року народження, позапартійна | 26.03.2006   | 31.10.2010      |

Примітка: таблиця складена за даними сайту Верховної Ради України

### Депутати
За результатами місцевих виборів 2010 року депутатами ради стали:

#### За суб'єктами висування
| Суб'єкт висування                 | Кількість обраних депутатів | %    |
| --------------------------------- | --------------------------- | ---- |
| Самовисування                     | 11                          | 68,8 |
| Партія регіонів                   | 3                           | 18,8 |
| Народна партія                    | 1                           | 6,3  |
| Політична партія «Союз Лівих Сил» | 1                           | 6,3  |

#### За округами
| № округу                          | Прізвище, ім'я, по батькові   | Дата визнання обраним | Освіта             | Партійна приналежність                        | Відомості про обраного депутата                                                |
| --------------------------------- | ----------------------------- | --------------------- | ------------------ | --------------------------------------------- | ------------------------------------------------------------------------------ |
| Народна Партія                    |                               |                       |                    |                                               |                                                                                |
| 10                                | Безпалий Віталій Георгійович  | 01.11.2010            | середня            | позапартійний                                 | ОАО"Одеське шахтоуправління", робітник                                         |
| Партія регіонів                   |                               |                       |                    |                                               |                                                                                |
| 3                                 | Возна Наталія Петрівна        | 01.11.2010            | середня            | член Партії регіонів                          | тимчасово не працює                                                            |
| 9                                 | Вєкшина Валентина Олексіївна  | 08.11.2010            | середня            | член Партії регіонів                          | пенсіонер                                                                      |
| 11                                | Базарова Олена Іванівна       | 01.11.2010            | середня            | член Партії регіонів                          | тимчасово не працює                                                            |
| Політична партія «Союз Лівих Сил» |                               |                       |                    |                                               |                                                                                |
| 14                                | Любченко Олег Анатолійович    | 01.11.2010            | середня            | позапартійний                                 | ТОВСМУ № 533, головний енергетик                                               |
| Самовисування                     |                               |                       |                    |                                               |                                                                                |
| 1                                 | Манжуленко Надія Миколаївна   | 01.11.2010            | середня спеціальна | позапартійна                                  | «Інфоксводоканал», контролер лінійної дільниці «Інфоксводоканал»               |
| 2                                 | Антощук Микола Миколайович    | 01.11.2010            | вища               | позапартійний                                 | Іллінська амбулаторія загальної практики — сімейної медицини, лікар-стоматолог |
| 4                                 | Григорченко Сергій Васильович | 28.02.2011            | середня            | позапартійний                                 | приватний підприємець                                                          |
| 5                                 | Гаврилюк Микола Гнатович      | 01.11.2010            | вища               | позапартійний                                 | пенсіонер                                                                      |
| 6                                 | Макаренко Сергій Степанович   | 01.11.2010            | вища               | позапартійний                                 | ОАО «Укртелеком», інспектор зв"язку                                            |
| 7                                 | Іщенко Елла Василівна         | 01.11.2010            | середня            | позапартійна                                  | приватний підприємець                                                          |
| 8                                 | Кривенко Людмила Миколаївна   | 01.11.2010            | вища               | член Партії регіонів                          | перша юридична консультація м. Одеса, помічник адвоката                        |
| 12                                | Антонецька Алла Сергіївна     | 01.11.2010            | середня спеціальна | член Всеукраїнського об'єднання «Батьківщина» | «Інфоксводоканал», оператор хлораторних установ                                |
| 13                                | Мединський Олександр Іванович | 01.11.2010            | середня            | позапартійний                                 | тимчасово не працює                                                            |
| 15                                | Степанов Микола Володимирович | 01.11.2010            | середня спеціальна | позапартійний                                 | ОО"Бора", рибак                                                                |
| 16                                | Грецький Микола Миколайович   | 01.11.2010            | середня спеціальна | позапартійний                                 | ОО"Бора", рибак                                                                |